# Euphaedra xypete
Espèce
Euphaedra xypete est une espèce de lépidoptères (papillons) de la famille des Nymphalidae, de la sous-famille des Limenitidinae, du genre Euphaedra, du sous-genre Xypetana.

## Systématique
L'espèce Euphaedra xypete a été décrite par le naturaliste anglais William Chapman Hewitson en 1865.

## Répartition
Espèce exclusivement africaine présente au Cameroun, République centrafricaine, Sierra Leone, Nigeria et en Angola.